# Australosymmerus basalis
Australosymmerus basalis är en tvåvingeart som först beskrevs av Tonnoir 1927.  Australosymmerus basalis ingår i släktet Australosymmerus och familjen hårvingsmyggor. Inga underarter finns listade i Catalogue of Life.